# Alexej Jelisejev
Alexej Stanislavovič Jelisejev rusky Елисеев, Алексей Станиславович, (* 13. července 1934 Žizdra, Kalužská oblast SSSR) je ruský vědecký pracovník, bývalý sovětský kosmonaut z lodí Sojuz. V kosmu byl třikrát jako palubní inženýr.

## Život
Po ukončení 10. třídy se přihlásil na Baumannovu vysokou technickou školu v Moskvě. Matka byla chemičkou, stala se doktorkou věd a k učení jej cílevědomě vedla. Na vysoké škole se věnoval hlavně teorii automatického řízení a pak se věnoval rozvoji kosmické techniky. Získal titul mistra sportu, byl dvojnásobný šampión SSSR v šermu. Zajímal se o malířství a rád navštěvoval i v pozdním věku výstavy. Mezi kosmonauty se dostal pozdě, ale velice rychle zvládl přípravné etapy. Později se stal doktorem technických věd, byl ředitelem programu Sojuz-Apollo za sovětskou stranu i vedoucím letu první mezinárodní posádky. Často měl službu v řídícím kosmickém středisku. V roce 2007 se zúčastnil XX. Mezinárodního planetárního kongresu ve Skotsku.

## Lety do vesmíru
Na počátku roku 1969 odstartoval z Bajkonuru v lodi Sojuz 5 na oběžnou dráhu Země. Partnery mu byli kosmonauti Volynov a Chrunov. Na oběžné dráze přešli do lodě Sojuz 4 (první přestup posádek dvou lodí ve vesmíru na světě) a s ní se vrátili na Zem. Přistáli v kabině na padácích na území Kazachstánu.
Ještě téhož roku startoval do vesmíru podruhé, bylo to v Sojuzu 8 s Šatalovem, na oběžné dráze letěli společně se Sojuzem 6 a Sojuzem 7 (první hromadný let tří kosmických lodí ve vesmíru).
Za necelé dva roky byl ve vesmíru v Sojuzu 10 se Šatalovem a Rukavišnikovem, připojili se na pět hodin k nové orbitální stanici Saljut 1. Tento let trval 47 hodin.
- Sojuz 5, Sojuz 4 (15. ledna 1969 – 17. ledna 1969)
- Sojuz 8 (13. října 1969 – 18. října 1969)
- Sojuz 10 (23. dubna 1971 – 25. dubna 1971)